# Yngvar Alström
Yngvar Olof Giverholt Alström, född 10 mars 1907 i Sundsvall, död 18 december 1983, var en svensk tidningsman.
Alström, som var son till redaktör Olof Alström och Ragna Giverholt, bedrev läroverksstudier 1916–1923, var anställd på tekniska avdelningen vid Sundsvalls Tidning 1923–1925, medarbetare från 1928 och chefredaktör för Sundsvalls Tidning 1951–1976. Han var styrelseledamot i Svenska Tidningsutgivareföreningen 1955–1977, ordförande 1972–1977, styrelseledamot i Tidningarnas Telegrambyrå 1953–1978 och ordförande 1973–1978.

## Utmärkelser
- Kommendör av Vasaorden, 6 juni 1974.[1]